# Електроактивен полимер
Електроактивните полимери (ЕАП) са полимери, чиято форма се променя при прилагане на електрическо напрежение. Намират приложение най-вече в науки като роботиката, където могат да се използват за създаване на определени движещи се части. Движещите се части от ЕАП често биват наричани "изкуствени мускули" поради голямата си устойчивост и гъвкавост. Диелектрическите ЕАП например се задвижват от електростатично напрежение между два електрода. Те се характеризират с много ниска консумация на електричество. ЕАП биха могли да се използват и за създаване на определени видове сензори. Заради качествата си най-вероятното им приложение е в електрическите екзоскелети.